# Фуркинський базисний тунель
46°32′07″ пн. ш. 8°27′12″ сх. д. / 46.535278° пн. ш. 8.453333° сх. д.
Фуркинський базисний тунель (нім. Furka-Basistunnel) — залізничний тунель на Матергорн-Готтард-бан на лінії Фурка-Оберальп-бан, Швейцарія. Фуркинський базисний тунель з'єднує Реальп, (1538 м над рівнем моря) кантон Урі і Обервальд, (1369 м над рівнем моря) кантон Вале. Тунель завдовжки 15407 м замінив історичну залізницю, що піднімалася на висоту 2160 м над рівнем моря, і дозволив відкрити цілорічний рух на лінії. Відкрито 25 червня 1982.
Тунель одноколійний і має два автоматичні роз'їзди. Він перетинає по широкій дузі на крайньому півдні Піццо Ротондо, на честь якої названий один з роз'їздів.
На західній стороні, в Обервальді, портал базисного тунелю знаходиться в кілометрі на схід від станції. З'єднання з історичним маршрутом проходить по мосту через річище Гонері, потім через Рону, і по об'їзному тунелю (завдовжки 673 м), який закінчується безпосередньо на станції Обервальд.

## Історія
До відкриття базисного тунелю залізниця була закрита протягом зимових місяців через сильні снігопади і великі ділянки електричних ліній мали бути демонтовані. У 1976 році Парламент Швейцарії ухвалив законопроєкт для будівництва тунелю, під керівництвом Роджера Бонвена, з початковим кошторисом — 76 млн франків.
Витрати на будівництво швидко виросли у зв'язку зі складними геологічними умовами та врешті-решт перевищили 300 млн франків. Політична боротьба, через перевитрати, внесла свій внесок у погіршення здоров'я Роджера Бонвена до кінця проєкту, і він помер незадовго до відкриття у 1982 році. Меморіальна дошка Роджеру Бонвену встановлена біля порталу базисного тунелю в Обервальді.
Існував проєкт побудувати в середині тунелю поворот в сторону Тічино, через вентиляційний тунель Бедретто, проте тунель завдовжки 5,2 км так і не був побудований через брак коштів.
У перший рік роботи через тунель було перевезено понад 75 тисяч легкових автомобілів, вантажівок і автобусів. Взимку трафік в тунелі наближається до максимальної спроможності.